# Johanna Jacoba Werker
Johanna Jacoba Werker, ook wel Jo Werker of J.J. Prins-Werker genoemd (Utrecht, 17 november 1884-Soest, 23 februari 1981) was een Nederlandse onderwijzeres, schooldirectrice en oprichtster van de eerste Montessori kleuterschool in Nederland.

## Biografie
Johanna Jacoba Werker was geboren als dochter van chef der Algemene Comptabiliteit bij de Nederlandse Spoorwegen Wilhelmus Martinus Johannes Werker (1842-1927) en Maria Catharina Roszberger (1856-1915). Ze was de halfzus van Willem Hendrik Martinus Werker en de schoonzus van Cornelia Mathilde Beaujon. 
Ze zag zich al op jonge leeftijd al in het onderwijs werken en haalde haar diploma lager onderwijs in Den Haag. Ze ging vervolgens naar een lezing die Maria Montessori gaf onder het motto "discipline door vrijheid". Een vriendin maakte haar erop attent dat Montessori in Rome scholing gaf in het nieuwe systeem. In de periode 1913/1914 volgde zij een cursus in Rome bij Montessori. De cursus kwam ten einde door de uitbraak van de Eerste Wereldoorlog. Eenmaal terug in Nederland stichtte ze een kleuterklasje uitmondend in de Montessorischool aan de Laan van Poot in Den Haag.  De school vierde in 1966 een gouden jubileum.
Johanna werd aldus de eerste Montessori onderwijzeres en onderhield een levenslange vriendschap met Miel Coops-Broese van Groenou, die evenals Johanna wordt genoemd als een van de grondlegsters van het Montessori onderwijs.

## Privéleven
Johanna Jacoba Werker trouwde in 1904 met Alexander Vosmaer (1866-1944). Zij kregen 1 zoon Waldo Vosmaer (1906). Na een echtscheiding in 1915 hertrouwde zij in 1919 met ingenieur Eugéne Charles Prins (1884-1959). Zij kregen 2 zoons, Ary Prins (1920) en Herbert Prins (1922). Beide zoons zijn overleden in het verzet op 7 januari 1945. Ze overleed in het verzorgingstehuis Hoog Soestdijk in Soest en werd begraven op de Algemene Begraafplaats aan de Vredeweg in dat dorp.